# Station Opole Zachodnie
Station Opole Zachodnie is een spoorwegstation in de Poolse plaats Opole.